# Mistrzostwa Świata w Lekkoatletyce 1995 – sztafeta 4 × 100 m mężczyzn
Sztafeta 4 × 100 m mężczyzn – jedna z konkurencji rozgrywanych podczas mistrzostw świata w lekkoatletyce w 1995. Eliminacje i półfinał miały miejsce 12 sierpnia, finał zaś odbył się 13 sierpnia.
Udział w tej konkurencji brały ekipy reprezentujące 28 państw. Zawody te wygrała reprezentacja Kanady, drugą pozycję zajęli zawodnicy z Australii, trzecią zaś reprezentanci Włoch.

## Wyniki

### Eliminacje
Źródło: 
Bieg 1
| Miejsce | Zawodnicy                                                             | Państwo  | Wynik |
| ------- | --------------------------------------------------------------------- | -------- | ----- |
| 1.      | Robert Esmie Glenroy Gilbert Bruny Surin Donovan Bailey               | Kanada   | 38,38 |
| 2.      | Hisatsugu Suzuki Koji Itō Satoru Inoue Yoshitaka Itō                  | Japonia  | 38,79 |
| 3.      | André da Silva Sidney de Souza Édson Ribeiro Robson da Silva          | Brazylia | 38,85 |
| 4.      | Pawieł Gałkin Aleksandr Goriemykin Andriej Grigorjew Andriej Fiedoriw | Rosja    | 39,03 |
| 5.      | Marc Blume Robert Kurnicki Christian Konieczny Michael Huke           | Niemcy   | 39,06 |
| 6.      | Téko Folligan Boevi Lawson Franck Amégnigan Kossi Akoto               | Togo     | 39,45 |
| 7.      | Issa-Aimé Nthépé Benjamin Sirimou Samuel Nchinda-Kaya Pierre Makon    | Kamerun  | 40,72 |

Bieg 2
| Miejsce | Zawodnicy                                                                 | Państwo          | Wynik |
| ------- | ------------------------------------------------------------------------- | ---------------- | ----- |
| 1.      | Peter Karlsson Matias Ghansah Lars Hedner Tobias Karlsson                 | Szwecja          | 38,74 |
| 2.      | Olivier Théophile Sébastien Carrat Jean-Charles Trouabal Pascal Théophile | Francja          | 38,82 |
| 3.      | Frutos Feo Francisco Navarro Jordi Mayoral Pedro Pablo Nolet              | Hiszpania        | 39,35 |
| 4.      | Renward Wells Brian Babbs Andrew Tynes Alfred Stubbs                      | Bahamy           | 39,37 |
| 5.      | Abu Duah Aziz Zakari Eric Nkansah Emmanuel Tuffour                        | Ghana            | 39,83 |
| –       | Mohamed Hamed Al-Bishi Mohammed Al Masoud Mohammad Saif Jamal Al-Safar    | Arabia Saudyjska | DSQ   |
| –       | Leonardo Prevost Joel Lamela Joel Isasi Jorge Aguilera                    | Kuba             | DSQ   |

Bieg 3
| Miejsce | Zawodnicy                                                          | Państwo                  | Wynik |
| ------- | ------------------------------------------------------------------ | ------------------------ | ----- |
| 1.      | Paul Henderson Tim Jackson Steve Brimacombe Damien Marsh           | Australia                | 38,28 |
| 2.      | Li Xiaoping Lin Wei Huang Danwel Chen Wenzhong                     | Chiny                    | 38,81 |
| 3.      | Leon Gordon Michael Green Warren Johnson Ray Stewart               | Jamajka                  | 38,92 |
| 4.      | Ahmed Douhou Jean-Olivier Zirignon Eric Pacome N’Dri Ibrahim Meité | Wybrzeże Kości Słoniowej | 39,29 |
| 5.      | Garfield Gill Jason St. Hill Achebe Hope Obadele Thompson          | Barbados                 | 39,68 |
| 6.      | Alvin Daniel Patrick Delice Neil de Silva Hayden Stephen           | Trynidad i Tobago        | 40,09 |
| –       | Maurice Greene Jon Drummond Tony McCall Michael Marsh              | Stany Zjednoczone        | DNF   |

Bieg 4
| Miejsce | Zawodnicy                                                                             | Państwo             | Wynik |
| ------- | ------------------------------------------------------------------------------------- | ------------------- | ----- |
| 1.      | Giovanni Puggioni Ezio Madonia Angelo Cipolloni Sandro Floris                         | Włochy              | 39,00 |
| 2.      | Jason Gardener Darren Braithwaite John Regis Solomon Wariso                           | Wielka Brytania     | 39,07 |
| 3.      | Aleksiej Czichaczow Dmytro Waniaikin Ołeh Kramarenko Serhij Osowycz                   | Ukraina             | 39,31 |
| 4.      | Carlos Villaseñor Alejandro Cárdenas Genaro Rojas Jaime Barragán                      | Meksyk              | 39,66 |
| 5.      | Laud Codjoe Mark Keddell Chris Donaldson Gus Nketia                                   | Nowa Zelandia       | 39,70 |
| 6.      | Ricardo Liddie Eric Haynes Kim Collins Kurvin Wallace                                 | Saint Kitts i Nevis | 40,12 |
| –       | Aleksandros Jenowelis Aleksios Aleksopulos Jeorjos Panajiotopulos Aleksandros Terzian | Grecja              | DSQ   |

### Półfinały
Źródło: 
Bieg 1
| Miejsce | Zawodnicy                                                                 | Państwo                  | Wynik |
| ------- | ------------------------------------------------------------------------- | ------------------------ | ----- |
| 1.      | Robert Esmie Glenroy Gilbert Bruny Surin Donovan Bailey                   | Kanada                   | 38,16 |
| 2.      | Robert Foster Michael Green Leon Gordon Ray Stewart                       | Jamajka                  | 38,64 |
| 3.      | Aleksiej Czichaczow Dmytro Waniaikin Ołeh Kramarenko Serhij Osowycz       | Ukraina                  | 38,76 |
| 4.      | Peter Karlsson Matias Ghansah Lars Hedner Tobias Karlsson                 | Szwecja                  | 38,78 |
| 5.      | Li Xiaoping Lin Wei Huang Danwel Chen Wenzhong                            | Chiny                    | 38,93 |
| 6.      | Ahmed Douhou Jean-Olivier Zirignon Eric Pacome N’Dri Ibrahim Meité        | Wybrzeże Kości Słoniowej | 39,50 |
| 7.      | Renward Wells Andrew Tynes Iram Lewis Alfred Stubbs                       | Bahamy                   | 39,65 |
| –       | Olivier Théophile Sébastien Carrat Jean-Charles Trouabal Pascal Théophile | Francja                  | DNF   |

Bieg 2
| Miejsce | Zawodnicy                                                                       | Państwo         | Wynik |
| ------- | ------------------------------------------------------------------------------- | --------------- | ----- |
| 1.      | Paul Henderson Tim Jackson Steve Brimacombe Damien Marsh                        | Australia       | 38,17 |
| 2.      | Giovanni Puggioni Ezio Madonia Angelo Cipolloni Sandro Floris                   | Włochy          | 38,41 |
| 3.      | André da Silva Sidney de Souza Édson Ribeiro Robson da Silva                    | Brazylia        | 38,48 |
| 4.      | Hisatsugu Suzuki Koji Itō Satoru Inoue Yoshitaka Itō                            | Japonia         | 38,67 |
| 5.      | Jason Gardener Darren Braithwaite John Regis Solomon Wariso                     | Wielka Brytania | 38,75 |
| 6.      | Aleksandr Porchomowskij Aleksandr Goriemykin Andriej Grigorjew Andriej Fiedoriw | Rosja           | 38,78 |
| 7.      | Holger Blume Robert Kurnicki Christian Konieczny Michael Huke                   | Niemcy          | 38,90 |
| 8.      | Frutos Feo Francisco Navarro Jordi Mayoral Pedro Pablo Nolet                    | Hiszpania       | 39,16 |

### Finał
Źródło: 
| Miejsce | Zawodnicy                                                           | Państwo   | Wynik |
| ------- | ------------------------------------------------------------------- | --------- | ----- |
| 01 !    | Robert Esmie Glenroy Gilbert Bruny Surin Donovan Bailey             | Kanada    | 38,31 |
| 02 !    | Paul Henderson Tim Jackson Steve Brimacombe Damien Marsh            | Australia | 38,50 |
| 03 !    | Giovanni Puggioni Ezio Madonia Angelo Cipolloni Sandro Floris       | Włochy    | 39,07 |
| 4.      | James Beckford Michael Green Leon Gordon Ray Stewart                | Jamajka   | 39,10 |
| 5.      | Hisatsugu Suzuki Koji Itō Satoru Inoue Yoshitaka Itō                | Japonia   | 39,33 |
| 6.      | André da Silva Sidney de Souza Édson Ribeiro Robson da Silva        | Brazylia  | 39,35 |
| 7.      | Aleksiej Czichaczow Dmytro Waniaikin Ołeh Kramarenko Serhij Osowycz | Ukraina   | 39,39 |
| –       | Peter Karlsson Matias Ghansah Lars Hedner Tobias Karlsson           | Szwecja   | DSQ   |